# Фінал Ліги чемпіонів УЄФА 2017
Фінал Ліги чемпіонів УЄФА 2017 року — фінальний матч розіграшу Ліги чемпіонів УЄФА 2016—2017, 62-го сезону в історії Кубка європейських чемпіонів і 25-го сезону в історії Ліги чемпіонів УЄФА. Матч відбувся 3 червня 2017 року в Кардіффі на стадіоні «Мілленіум». З рахунком 4:1 іспанський «Реал Мадрид» переміг італійський «Ювентус».
Мадридський клуб зіграє з Манчестер Юнайтед, переможцем Ліги Європи УЄФА сезону 2016—2017, в матчі на Суперкубок УЄФА 2017 року, а також кваліфікувався до півфіналу клубного чемпіонату світу 2017.

## Місце проведення

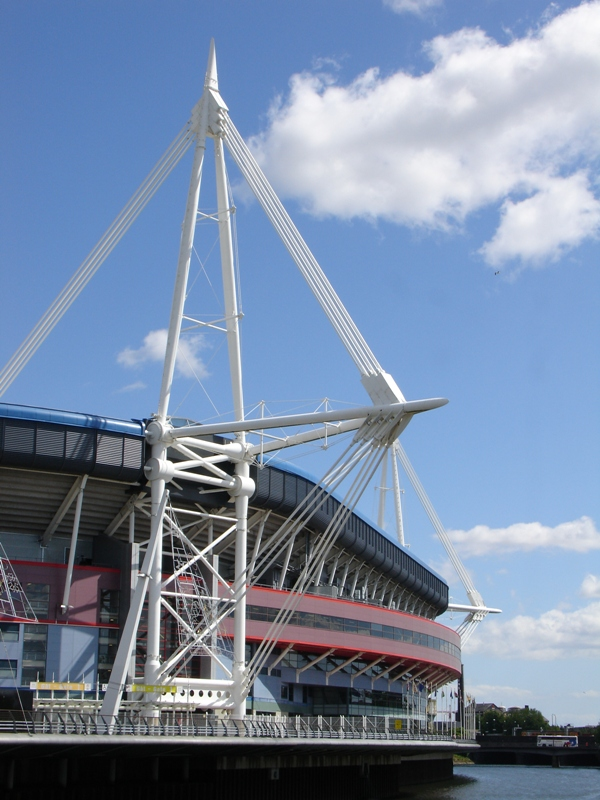
Стадіон «Мілленіум» у Кардіффі, місце проведення фіналу

Стадіон «Мілленіум» у Кардіффі був проголошений місцем фіналу Ліги чемпіонів УЄФА 2017 — 30 червня 2015 року, відповідно до рішення засідання Виконавчого комітету УЄФА в Празі (Чехія). «Мілленіум» є другим за місткістю стадіоном у світі з повністю складальним дахом і був другим стадіоном у Європі, який має таку функцію. До того, як у 2014 році на полі арени замінили природне покриття на штучне, стадіон був першим за місткістю стадіоном зі складальним дахом у світі серед арен з натуральним газоном. Вміщує 74 500 глядачів.

## Посол матчу
Послом фінального матчу став відомий в минулому валлійський футболіст Іан Раш, який вигравав Кубок чемпіонів у складі англійського «Ліверпуля» в 1981 та 1984 роках.

## Логотип
25 серпня 2016 в Монако під час жеребкування групового етапу УЄФА оприлюднив логотип фіналу 2017.

## Передмова
Цей матч буде повтором фіналу 1998 року. Мадридський «Реал» всьоме здобув найпрестижніший клубний трофей Європи перегравши «Ювентус» 1:0.
Для «Юве» це буде дев'ятий фінал, двічі італійці здобували Кубок у 1985 та 1996, а також шість разів програли в 1973, 1983, 1997, 1998, 2003 та 2015. Окрім цього «стара синьйора» здобула один Кубок кубків у 1984 році, а також грала в чотирьох фіналах Кубка УЄФА, здобула перемоги в 1977, 1990 і 1993 та програла в 1995.
Для мадридського «Реалу» це буде п'ятнадцятий фінал. На рахунку «вершкових» у фіналах одинадцять перемог (1956, 1957, 1958, 1959, 1960, 1966, 1998, 2000, 2002, 2014, 2016) та три поразки (1962, 1964, 1981).
Між собою команди грали вісімнадцять разів здобувши по вісім перемог та два матчі завершили внічию. Вперше вони зустрілись у чвертьфіналі Кубка європейських чемпіонів 1961—62 здобувши по перемозі 1:0, а в третій додатковій грі в Парижі «вершкові» здобули переконливу перемогу 3:1. Востаннє грали в півфіналі Ліги чемпіонів УЄФА 2014—2015, сильнішою за підсумками двох матчів була «стара синьйора» (2:1 перемога в Турині та 1:1 в Мадриді).

## Шлях до фіналу
Примітка: у наведених нижче результатах позначки означають наступне (В: вдома; Г: в гостях).
| Команда | І | В | Н | П | ЗМ | ПМ | РМ  | О  |
| ------- | - | - | - | - | -- | -- | --- | -- |
| Ювентус | 6 | 4 | 2 | 0 | 11 | 2  | +9  | 14 |
| Севілья | 6 | 3 | 2 | 1 | 7  | 3  | +4  | 11 |
| Ліон    | 6 | 2 | 2 | 2 | 5  | 3  | +2  | 8  |
| Динамо  | 6 | 0 | 0 | 6 | 0  | 15 | −15 | 0  |

| Команда     | І | В | Н | П | ЗМ | ПМ | РМ  | О  |
| ----------- | - | - | - | - | -- | -- | --- | -- |
| Боруссія Д  | 6 | 4 | 2 | 0 | 21 | 9  | +12 | 14 |
| Реал Мадрид | 6 | 3 | 3 | 0 | 16 | 10 | +6  | 12 |
| Легія       | 6 | 1 | 1 | 4 | 9  | 24 | −15 | 4  |
| Спортінг Л  | 5 | 1 | 0 | 4 | 5  | 8  | −3  | 3  |

## Арбітр
Німецький арбітр Фелікс Брих офіційно оголошений головним суддею матчу 12 травня 2017.

## Матч

### Огляд
Ювентус домінував в перші дев'ятнадцять хвилин матчу та мав три нагоди для відкриття рахунку. Гонсало Ігуаїн двічі небезпечно пробивав по воротах Кейлора Наваса, ще одного удару завдав по воротах туринців Міралем П'янич. Незважаючи на гольові моменти рахунок відкрили мадридці, Кріштіану Роналду після прострілу Даніеля Карвахаля забив свій перший гол в матчі на 20-й хвилині. Ювентус відповів через сім хвилин та відновив рівновагу в матчі 1-1. Маріо Манджукич в падінні через себе забив видовищний за красою гол.
У другому таймі домінували «вершкові». На 61-й хвилині Каземіро подвоїв перевагу «Реалу» після дального удару. Через три хвилини свій другий гол в матчі забив Роналду та зробив рахунок 3-1. На 77-й хвилині на поле у складі мадридців вийшов уродженець Кардіффу Гарет Бейл. Туринці в другому таймі примудрились отримати чотири жовті картки, а Хуан Куадрадо отримав на 84-й хвилині і другу жовту картку та був вилучений з поля. Марко Асенсіо на 90-й хвилині встановив остаточний рахунок 4-1 на користь «Реалу».

### Деталі
| 3 червня 2017 20:45 CEST |

| Ювентус       | 1 – 4           | Реал Мадрид                               |
| ------------- | --------------- | ----------------------------------------- |
| Манджукич 27' | Протокол(англ.) | Роналду 20', 64' Каземіро 61' Асенсіо 90' |

| Мілленіум, Кардіфф Глядачів: 65,842 Арбітр: Фелікс Брих (Німеччина) |

| Ювентус | Реал Мадрид |

| ВР                   | 1  | Джанлуїджі Буффон (к) |     |          |
| ЗХ                   | 15 | Андреа Барцальї       |     | 66'      |
| ЗХ                   | 19 | Леонардо Бонуччі      |     |          |
| ЗХ                   | 3  | Джорджо К'єлліні      |     |          |
| ЗХ                   | 23 | Даніел Алвес          |     |          |
| ПЗ                   | 5  | Міралем П'янич        | 66' | 71'      |
| ПЗ                   | 6  | Самі Хедіра           |     |          |
| ПЗ                   | 12 | Алекс Сандро          | 70' |          |
| ПЗ                   | 21 | Пауло Дибала          | 12' | 78'      |
| НП                   | 9  | Гонсало Ігуаїн        |     |          |
| НП                   | 17 | Маріо Манджукич       |     |          |
| Запасні:             |    |                       |     |          |
| ВР                   | 25 | Норберту Мурара Нету  |     |          |
| ЗХ                   | 4  | Мехді Бенатія         |     |          |
| ЗХ                   | 26 | Штефан Ліхтштайнер    |     |          |
| ПЗ                   | 7  | Хуан Куадрадо         | 66' | 72', 84' |
| ПЗ                   | 8  | Клаудіо Маркізіо      | 71' |          |
| ПЗ                   | 18 | Маріо Леміна          | 78' |          |
| ПЗ                   | 22 | Квадво Асамоа         |     |          |
| Тренер:              |    |                       |     |          |
| Массіміліано Аллегрі |    |                       |     |          |

| ВР            | 1  | Кейлор Навас      |     |     |
| ЗХ            | 2  | Даніель Карвахаль | 42' |     |
| ЗХ            | 4  | Серхіо Рамос (к)  | 31' |     |
| ЗХ            | 5  | Рафаель Варан     |     |     |
| ЗХ            | 12 | Марсело           |     |     |
| ПЗ            | 14 | Каземіро          |     |     |
| ПЗ            | 8  | Тоні Кроос        | 53' | 89' |
| ПЗ            | 19 | Лука Модрич       |     |     |
| НП            | 22 | Іско              |     | 82' |
| НП            | 9  | Карім Бензема     |     | 77' |
| НП            | 7  | Кріштіану Роналду |     |     |
| Запасні:      |    |                   |     |     |
| ВР            | 13 | Кіко Касілья      |     |     |
| ЗХ            | 6  | Начо              |     |     |
| ЗХ            | 23 | Даніло            |     |     |
| ПЗ            | 16 | Матео Ковачич     |     |     |
| ПЗ            | 20 | Марко Асенсіо     |     | 82' |
| FW            | 11 | Гарет Бейл        |     | 77' |
| НП            | 21 | Альваро Мората    |     | 89' |
| Тренер:       |    |                   |     |     |
| Зінедін Зідан |    |                   |     |     |

| Гравець матчу UEFA: Кріштіану Роналду (Реал Мадрид) Помічники арбітра: Марк Бош (Німеччина) Штефан Люпп (Німеччина) Четвертий арбітр: Милорад Мажич (Сербія) Додаткові арбітри: Баштіан Данкерт (Німеччина) Марко Фріц (Німеччина) Резервний арбітр: Рафаель Фолтин (Німеччина) | Регламент - 90 хвилин. - 30 хвилин додаткового часу за необхідності. - Серія пенальті за необхідності. - По сім запасних гравців. - Максимум три заміни гравців від кожної команди посеред матчу. |

### Статистика
| Статистика            | Ювентус | Реал Мадрид |
| --------------------- | ------- | ----------- |
| Голи                  | 1       | 1           |
| Удари по воротах      | 8       | 5           |
| Удари в площину воріт | 4       | 1           |
| Сейви                 | 0       | 3           |
| Володіння м'ячем      | 45%     | 55%         |
| Кутові                | 1       | 0           |
| Порушення             | 10      | 13          |
| Офсайди               | 1       | 0           |
| Жовті картки          | 1       | 2           |
| Червоні картки        | 0       | 0           |

| Статистика            | Ювентус | Реал Мадрид |
| --------------------- | ------- | ----------- |
| Голи                  | 0       | 3           |
| Удари по воротах      | 3       | 13          |
| Удари в площину воріт | 0       | 4           |
| Сейви                 | 1       | 0           |
| Володіння м'ячем      | 47%     | 53%         |
| Кутові                | 0       | 1           |
| Порушення             | 13      | 5           |
| Офсайди               | 2       | 1           |
| Жовті картки          | 4       | 2           |
| Червоні картки        | 1       | 0           |

| Статистика            | Ювентус | Реал Мадрид |
| --------------------- | ------- | ----------- |
| Голи                  | 1       | 4           |
| Удари по воротах      | 11      | 18          |
| Удари в площину воріт | 4       | 5           |
| Сейви                 | 1       | 3           |
| Володіння м'ячем      | 46%     | 54%         |
| Кутові                | 1       | 1           |
| Порушення             | 23      | 18          |
| Офсайди               | 3       | 1           |
| Жовті картки          | 5       | 4           |
| Червоні картки        | 1       | 0           |